# ドブシジミ
ドブシジミ（溝蜆、土負蜆）とは、マルスダレガイ目ドブシジミ科に属する二枚貝の一種である。

## 概説
ドブシジミは、その名の通りシジミに似た形状をしているが、シジミ科とは別種である。大きさは成貝でも7〜8ミリメートル程度にしかならず、食用には適さない。殻は淡黄色をしている。
日本国内では、本州、四国、九州など各地の淡水域に分布し、主に流れが穏やかでかつ小規模な用水路や河川の砂底、泥底あるいは水田に生息する。産卵期は6月中旬から7月。
今後、生息する水域の環境悪化（河川改修工事など）や汚染（富栄養化など）を主たる原因として、全国的に数を減らす危険に晒される可能性が高いと言われている。2006年現在における地方自治体毎のレッドデータブックでは、埼玉県と富山県で準絶滅危惧 (NT) に指定されている。